# 小口耕平
小口 耕平（おぐち こうへい、1968年10月6日 - ）は、日本の実業家、元ラグビー選手。丸昌エンターテインメントの代表取締役を務めている。

## プロフィール
- 埼玉県出身[1]。
- 現役時代のポジションはプロップ(PR)。
- 日本代表通算キャップ数は10でラグビーワールドカップ1999の日本代表に選ばれた[2]。

## 略歴
大東一高校、大東文化大学、伊勢丹を経て、リコー(現・リコーブラックラムズ東京)に加入。なお大東文化大学時代、主将を務めた。
1997年6月7日に行われたパシフィック・リム選手権アメリカ合衆国戦で日本代表初キャップを獲得した。
2006年、現役を引退して丸昌の代表取締役に就任。